# 송상희
송상희(1970년 ~ )는 대한민국의 예술가이다. 1970년 서울특별시에서 태어났다. 이화여자대학교에 재학하여 1992년 미술학사학위를, 1994년 미술박사학위를 받았다. 그녀의 작품은 고결한 여성들의 신화와 반복적인 이야기에 도전한다. 2004년 비디오 국립극장(The National Theater)을 위해 송상희는 대한민국의 전 대통령 박정희의 아내 육영수의 암살을 재연했다.